# Bâtiment à énergie zéro

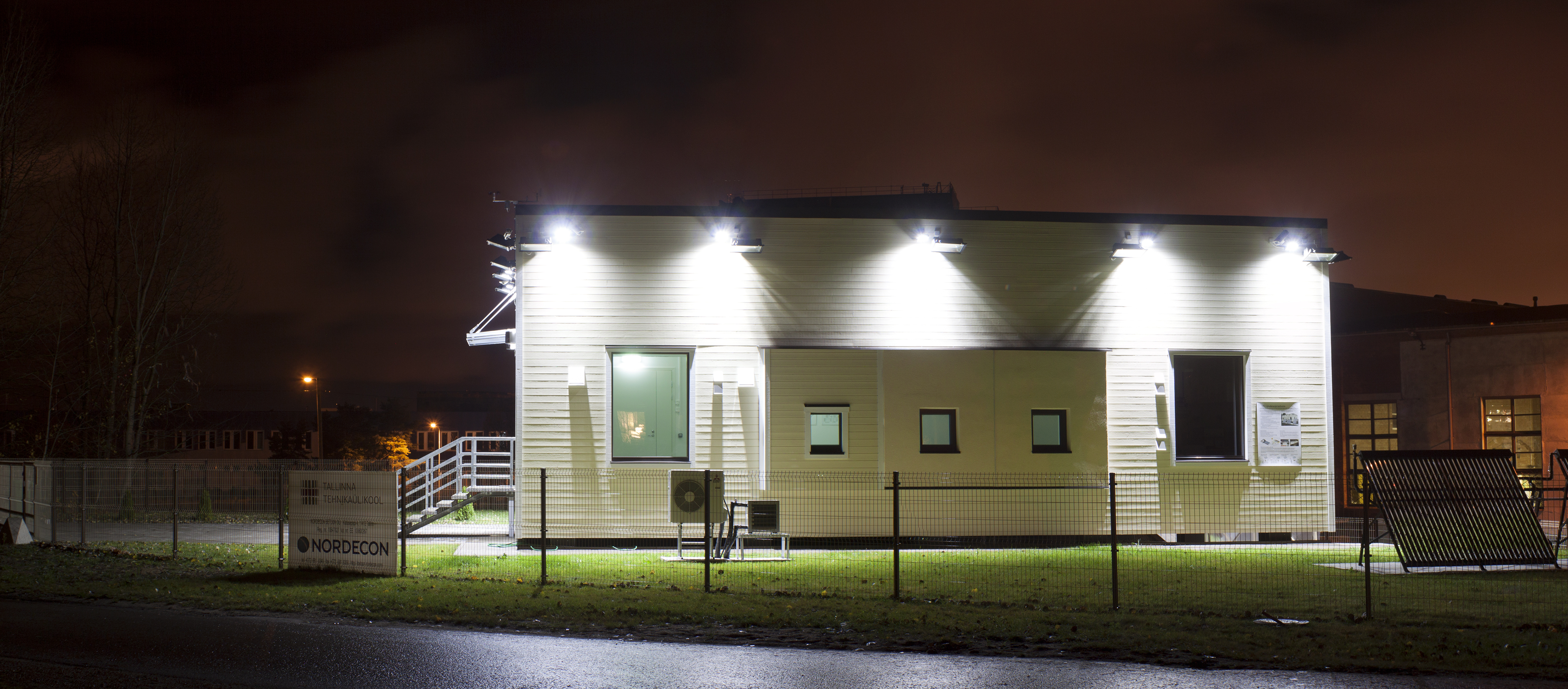
Bâtiment d'essai zéro énergie à Tallinn, Estonie. Université de Technologie de Tallinn

Un bâtiment à énergie zéro (en anglais zero-energy building (ZEB), zero net energy (ZNE) ou net-zero energy building (NZEB), net zero building), est un bâtiment à consommation énergétique nette nulle, ce qui signifie que la quantité totale d'énergie utilisée, calculée sur une base annuelle, est à peu près égale à la quantité d'énergie renouvelable créée sur le site,, ou dans d'autres définitions par des sources d'énergie renouvelables externes. Ces bâtiments contribuent par conséquent moins aux gaz à effet de serre dans l'atmosphère que les bâtiments similaires non-ZNE. Ils consomment parfois de l'énergie non renouvelable et produisent des gaz à effet de serre, mais à d'autres moments ils réduisent ailleurs la consommation d'énergie et la production de gaz à effet de serre. Un concept similaire approuvé et mis en œuvre par l'Union européenne et d'autres pays dans la recommandation nZEB est le bâtiment à Quasi Zéro Énergie (Q-ZEN) (En anglais, nearly Zero Energy Building - nZEB), avec l'objectif d'avoir tous les bâtiments dans une région conçus selon les normes nZEB d'ici 2020.

## Description
La plupart des bâtiments à consommation nette d'énergie nulle reçoivent au moins la moitié de leur énergie du réseau et en retournent la même quantité à d'autres moments. Les bâtiments qui produisent un excédent d'énergie au cours de l'année peuvent être appelés « bâtiments à énergie positive » et les bâtiments qui consomment un peu plus d'énergie qu'ils n'en produisent sont appelés « bâtiments à Quasi Zéro Énergie (Q-ZEN) » ou « maisons à très basse énergie ».
Les bâtiments traditionnels consomment 40 % de l'énergie fossile totale aux États-Unis et dans l'Union européenne et sont des contributeurs importants de gaz à effet de serre,. Le principe de la consommation d'énergie nette zéro est considéré comme un moyen de réduire les émissions de carbone et de réduire la dépendance aux combustibles fossiles et bien que les bâtiments à énergie nulle restent rares même dans les pays développés, ils gagnent en importance et en popularité.
La plupart des bâtiments à énergie nulle utilisent le réseau électrique pour le stockage d'énergie, mais certains sont indépendants du réseau. L'énergie est habituellement récoltée sur place au moyen de technologies produisant de l'énergie: énergie solaire, énergie éolienne, tout en réduisant l'utilisation globale de l'énergie grâce à des technologies d'éclairage et de HVAC hautement efficaces. L'objectif « zero-energy » devient plus facile à atteindre à mesure que les coûts des technologies énergétiques alternatives diminuent et que les coûts des combustibles fossiles traditionnels augmentent.
Le développement de bâtiments modernes à énergie zéro est devenu possible non seulement grâce aux progrès réalisés dans les nouvelles les technologies de l'énergie et les techniques de construction — panneaux solaires, pompes à chaleur, triple vitrage à basse émissivité (Low E) —, mais aussi grâce à la recherche universitaire, qui collecte des données précises sur la performance énergétique des bâtiments traditionnels et expérimentaux et fournit des paramètres pour les modèles informatiques avancés permettant de prédire l'efficacité des conceptions techniques. 
Les bâtiments à énergie zéro peuvent faire partie d'un réseau intelligent (smart grid). Certains des avantages de ces bâtiments sont les suivants:
- intégration de ressources énergétiques renouvelables;
- intégration de véhicules électriques rechargeables - appelés V2G (vehicle-to-grid];
- implantation de concepts à énergie nulle.

Le concept « net zero » est applicable à un large éventail de ressources en raison des nombreuses options de production et de conservation des ressources dans les bâtiments (par exemple, énergie, eau, déchets). L'énergie est la première ressource à cibler, car très bien gérée, elle devrait devenir progressivement plus efficace et la capacité de la distribuer et de l'allouer améliorera la résilience aux catastrophes.

## Définitions
Bien que partageant la même désignation de « zero net energy », il existe plusieurs définitions du terme dans la pratique, et une différence d'utilisation particulière entre l'Amérique du Nord et l'Europe.
Zero net site energy use
Dans ce type de ZNE, la quantité d'énergie fournie par les sources d'énergie renouvelables sur site est égale à la quantité d'énergie utilisée par le bâtiment. Aux États-Unis, une construction « zero net energy » fait généralement référence à ce type de bâtiment.
Zero net source energy use
Cette ZNE génère la même quantité d'énergie que celle utilisée, y compris l'énergie utilisée pour transporter l'énergie vers le bâtiment et les pertes d'énergie occasionnées par la production et la transmission de l'électricité. Ces ZNE doivent générer plus d'électricité que les bâtiments « zero net site energy ».
Net zero energy emissions
En dehors des États-Unis et du Canada, une ZEB est généralement définie comme « Net zero energy emissions », également connue sous le nom de « zero carbon building » ou « zero emissions building » Selon cette définition, les émissions de carbone générées par l'utilisation de combustibles fossiles sur site ou hors site sont équilibrées par la quantité de production d'énergie renouvelable sur site. D'autres définitions incluent non seulement les émissions de carbone générées par le bâtiment considéré, mais aussi celles générées dans la construction du bâtiment et l'énergie intrinsèque de la structure. Il y a débat sur la question de savoir si les émissions de carbone des trajets vers et depuis le bâtiment doivent également être inclus dans le calcul. Des travaux récents en Nouvelle-Zélande ont entrepris une démarche visant à intégrer l'énergie du transport utilisateur dans l'enveloppe de la construction à énergie zéro.
Net zero cost
Dans ce type de bâtiment, le coût d'achat de l'énergie est compensé par les revenus provenant de la vente d'électricité au réseau d'électricité produite sur place. Un tel statut dépend de la façon dont un service public crédite la production nette d'électricité et la structure tarifaire des services publics que le bâtiment utilise.
Net off-site zero energy use
Un bâtiment peut être considéré comme un ZEB si 100 % de l'énergie qu'il achète provient de sources d'énergie renouvelable, même si l'énergie est produite sur le site.
Off-the-grid ou hors réseau
Les bâtiments hors réseau sont des ZEB autonomes qui ne sont pas raccordés à une installation de services énergétiques hors site. Ils nécessitent une production d'énergie renouvelable décentralisée et une capacité de stockage d'énergie (lorsque le soleil ne brille pas, le vent ne souffle pas, etc.). Une maison autarcique en énergie est un concept de construction où l'équilibre entre la consommation d'énergie propre et la production peut être fait sur une base horaire ou même plus petite. Les maisons autarciques à énergie peuvent être retirées du réseau.
Net zero-energy building

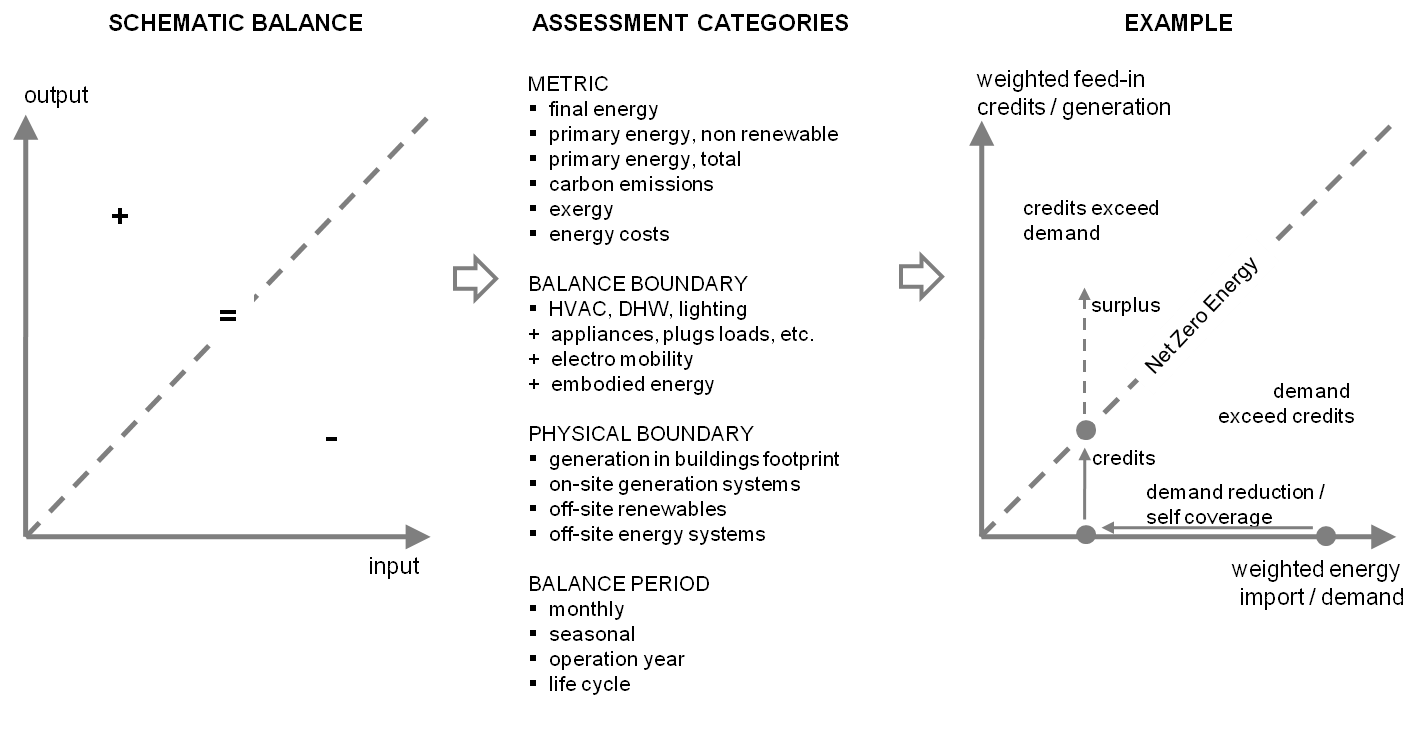
Figure 1: Le concept d'équilibre Net ZEB: solde de l'importation d'énergie pondérée, respectivement la demande d'énergie (axe des x) et l'exportation d'énergie (crédits d'injection) respectivement (génération sur site) (axe des ordonnées)

Basé sur l'analyse scientifique du programme de recherche conjoint « Towards Net Zero Energy Solar Buildings », un cadre méthodologique a été mis en place qui permet différentes définitions selon les objectifs politiques d'un pays, les conditions climatiques spécifiques et les exigences formulées pour les conditions intérieures. Le concept de Net ZEB est un bâtiment économe en énergie et connecté au réseau permettant de produire de l'énergie à partir de sources renouvelables pour compenser sa propre demande en énergie (voir la figure 1). Le libellé "Net" met l'accent sur l'échange d'énergie entre le bâtiment et l'infrastructure énergétique. Par l'interaction bâtiment-réseau, les Net ZEBs deviennent une partie active de l'infrastructure des énergies renouvelables. Cette connexion aux réseaux d'énergie empêche le stockage d'énergie saisonnier et les systèmes sur site surdimensionnés pour la production d'énergie à partir de sources renouvelables comme dans les bâtiments autonomes. La similitude des deux concepts est une voie à deux actions: 1) réduire la demande d'énergie au moyen de mesures d'efficacité énergétique et d'utilisation d'énergie passive; 2) produire de l'énergie à partir de sources renouvelables. Cependant, l'interaction du réseau Net ZEB et les plans visant à augmenter considérablement leur nombre évoquent des considérations sur la flexibilité accrue dans le déplacement des charges énergétiques et la réduction des demandes de pointe.
Au sein de cette procédure d'équilibre, plusieurs aspects et choix explicites doivent être déterminés :
- La limite du système de construction est répartie en une limite physique qui détermine quelles ressources renouvelables sont considérées (par exemple dans l'empreinte énergétique des bâtiments, sur site ou même hors site[14]), respectivement combien de bâtiments sont inclus dans le solde (bâtiment unique, ensemble de bâtiments) et une limite d'équilibre qui détermine les utilisations énergétiques incluses (chauffage, refroidissement, ventilation, eau chaude, éclairage, appareils, informatique, services centraux, véhicules électriques et énergie incorporée, etc.). Il convient de noter que les options d'approvisionnement en énergie renouvelable peuvent être priorisées (par exemple par des efforts de transport ou de conversion, disponibilité sur la durée de vie du bâtiment ou potentiel de réplication pour l'avenir, etc.) et donc créer une hiérarchie. On pourrait faire valoir que les ressources à l'intérieur de l'empreinte du bâtiment ou sur le site devraient avoir la priorité sur les options d'approvisionnement hors site.

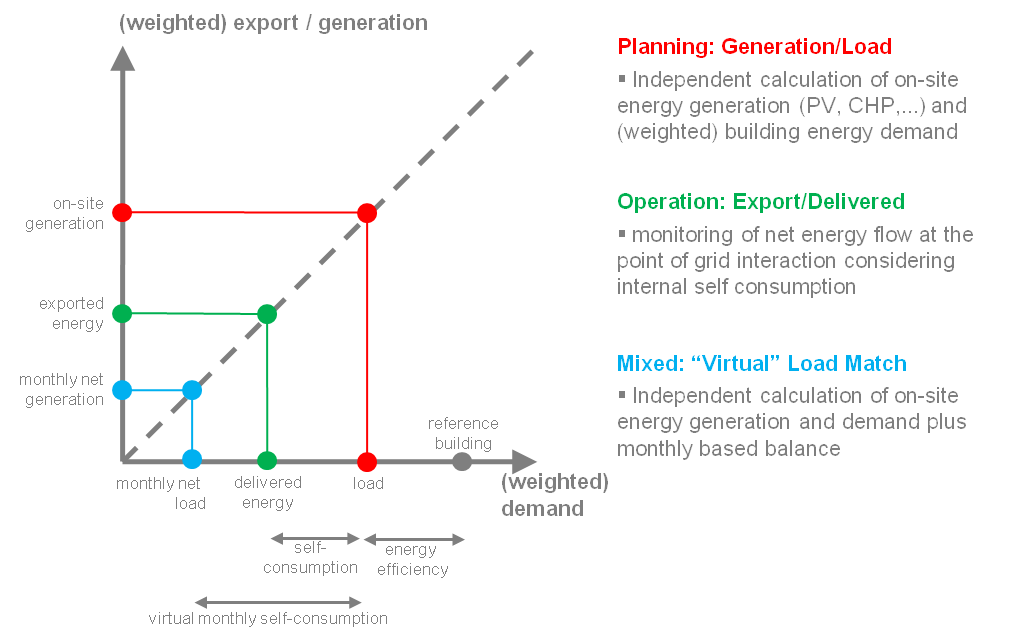
Figure 2: Le concept de solde Net ZEB: représentation graphique des différents types de solde: balance import / export entre l'énergie pondérée exportée et livrée, rapport charge / production entre la production pondérée et la charge, et solde net mensuel entre les valeurs nettes pondérées mensuelles de production et charger et de les comparer.

- Le système de pondération convertit les unités physiques des différents vecteurs énergétiques en unités métriques uniformes (énergie site/finale, énergie renouvelable/source primaire renouvelable incluse ou non, coût énergétique, émissions carbone équivalentes et même crédits énergétiques ou environnementaux) et permet la comparaison et compensation entre eux dans un seul bilan (par exemple, l'électricité photovoltaïque exportée peut compenser la biomasse importée). Des facteurs de conversion/pondération influencés politiquement et, par conséquent, éventuellement asymétriques ou dépendant du temps peuvent affecter la valeur relative des vecteurs énergétiques et peuvent influencer la capacité de production d'énergie requise.
- La période d'équilibrage est souvent supposée être d'une année (appropriée pour couvrir toutes les utilisations d'énergie de fonctionnement). Une période plus courte (mensuelle ou saisonnière) pourrait également être envisagée ainsi qu'un équilibre sur l'ensemble du cycle de vie (y compris l'énergie incorporée (grise), qui pourrait également être annualisée et comptabilisée en plus des utilisations énergétiques opérationnelles).

- Le bilan énergétique peut être réalisé de deux façons: 1) Bilan de l'énergie fournie/importée et exportée (la phase de surveillance en tant qu'auto-consommation de l'énergie produite sur site peut être incluse); 2) Équilibre entre la demande d'énergie (pondérée) et la production d'énergie (pondérée) (pour la phase de conception, les habitudes de consommation temporelle des utilisateurs finaux - par exemple pour l'éclairage, les appareils ménagers, etc.- font défaut). Alternativement, un solde basé sur des valeurs nettes mensuelles dans lesquelles seuls les résidus par mois sont additionnés à un solde annuel est imaginable. Cela peut être vu soit comme un rapport charge/génération, soit comme un cas particulier de balance import/export où une “autoconsommation mensuelle virtuelle” est utilisé (voir figure 2).

- Outre le bilan énergétique, les Net ZEBs peuvent être caractérisées par leur capacité à faire correspondre la charge du bâtiment à sa production d'énergie (adaptation de la charge, load matching) ou à travailler de façon bénéfique par rapport aux besoins de l'infrastructure de réseau local (grind interaction). Les deux peuvent être exprimés par des indicateurs appropriés qui sont conçus comme des outils d'évaluation uniquement.

L'information est basée sur diverses publications consultables,.

## Conception et construction

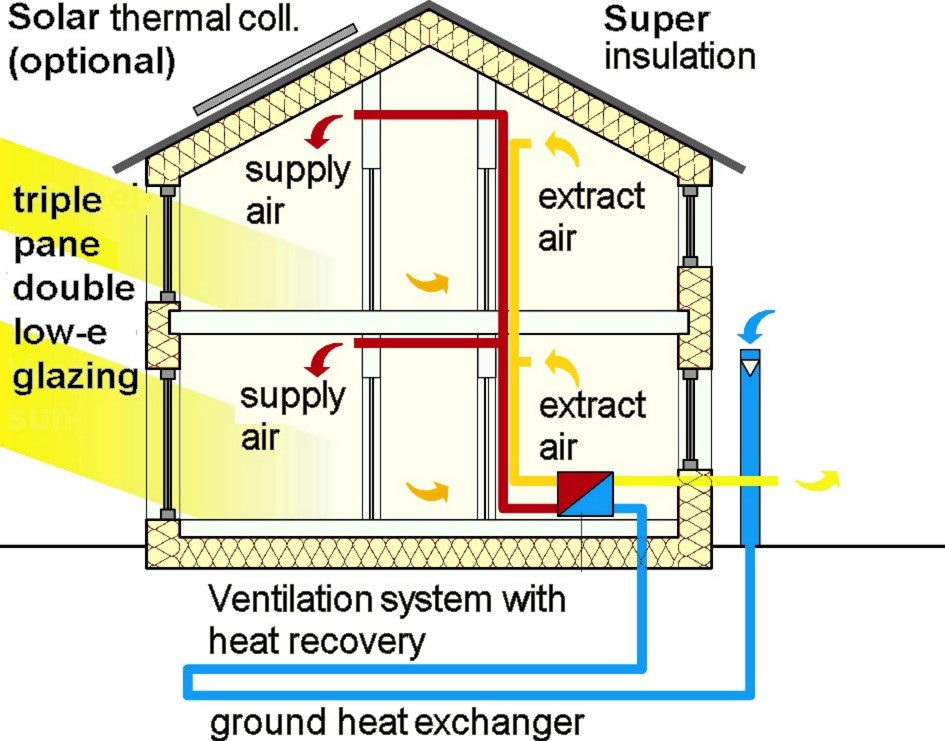
Maison à isolation supérieure, conforme aux normes d'un habitat passif.

C'est à l'étape du plan que se situent les démarches offrant le meilleur rapport coût/efficacité. Pour atteindre un usage efficient de l'énergie, le plan d'un bâtiment à énergie zéro se distingue de façon significative des pratiques de construction conventionnelles et combine normalement des solutions solaires passives éprouvées. La lumière et la chaleur solaires, les vents dominants et la fraîcheur de la terre sous un bâtiment peuvent procurer un éclairage et des températures intérieures stables avec un minimum de moyens mécaniques. Une ZEB est normalement optimisée pour utiliser la chaleur solaire passive ainsi que l'ombre, en combinaison avec l'inertie thermique pour stabiliser les variations d'amplitude thermique durant la journée. Dans la plupart des zones climatiques, la ZEB est dotée d'une isolation thermique de qualité supérieure (voir superinsulation (en)). Toutes les technologies nécessaires pour construire des bâtiments à énergie zéro sont disponibles dans le commerce.
Des logiciels sophistiqués de simulation de la dépense énergétique d'un bâtiment permettent de comparer les performances en fonction de diverses variables dans le plan : orientation par rapport à la position quotidienne et saisonnière du soleil, types et positionnement des portes et des fenêtres, profondeur du surplomb, type d'isolation et valeurs isolantes des matériaux, étanchéité, efficacité des systèmes de chauffage, de refroidissement, d'éclairage et autres équipements, ainsi que le climat local. Ces simulations aident le concepteur à prévoir le rendement énergétique du bâtiment avant sa construction et à modéliser les implications financières (analyse coût-avantage) ou même son évaluation du cycle de vie du bâtiment.
Un bâtiment à énergie zéro comporte d'importantes caractéristiques d'économie d'énergie, en utilisant notamment une pompe à chaleur plutôt qu'un système de chauffage au gaz ou au mazout, des fenêtres à triple épaisseur et faible émissivité, absence de courants d'air, appareils électro-ménagers à haut rendement, éclairage à lampes DEL, récupération de la chaleur solaire en hiver et de l'ombre en été, ventilation naturelle, etc. En outre, l'éclairage diurne au moyen d'une verrière, d'un velux ou d'un conduit de lumière peut fournir jusqu'à 100% de l'éclairage nécessaire d'une maison durant la journée. D'autres techniques permettent d'atteindre la net zero, selon les régions climatiques: superisolation, murs remplis de paille, panneaux préfabriqués ultra-isolants ainsi qu'un aménagement extérieur offrant de l'ombre en été.
Dès lors que l'on a réduit au minimum la consommation énergétique d'un bâtiment, il est possible de générer l'énergie nécessaire sur place au moyen de panneaux solaires montés sur le toit.